# Panserraikos FC
Panserraikos F.C. (grekiska: ΠΑΕ Πανσερραϊκός) är en grekisk fotbollsklubb från staden Serrai i Mellersta Makedonien i Grekland. Föreningen grundades 1946 då de två lokala klubbarna Apollon och Iraklis slog sig samman. Klubben har vunnit den grekiska andradivisionen fem gånger, senast säsongen 2022-2023. Sedan dess spelar klubben i landets högsta division.